# Antipatris
Antipatris (hebräisch אָנְטִיפָּטְרִיס Anṭīpaṭrīs, altgriechisch: Αντιπατρίς) war eine antike Stadt in Judäa, heute der Hügel Tel Afeq im Nationalpark Jarkon-Tel Afek in Israel.
Der ursprüngliche Name des Ortes, der in altägyptischen und biblischen Texten erscheint, war Aphek. In hellenistischer Zeit sind auch die Namen Pegai und Arethuse bezeugt. Die Ortslage befindet sich in der Ebene Scharon und gehört politisch zum Drom haScharon.

## Geschichte
Herodes der Große ließ die Stadt neu errichten und benannte sie nach seinem Vater Antipatros. Laut Apostelgeschichte (Apg 23,31 ) soll der Apostel Paulus als Gefangener auf dem Weg von Jerusalem nach Caesarea in Antipatris übernachtet haben. Antipatris bestand noch in der Spätantike, als die Stadt Sitz eines Bischofs war. Auf das Bistum geht das Titularbistum Antipatris der römisch-katholischen Kirche zurück.
Die Stadt wurde 363 n. Chr. durch ein Erdbeben teilweise zerstört.
Auf dem Tel Afeq (hebräisch תֵּל אֲפֵק) der ehemaligen Stadt Antipatris oberhalb der Quellen des Jarqons ließ Sultan Selim II. zwischen 1572 und 1574 die osmanische Festung Binar Baschi (türkisch pınar başı kale, arabisch قَلْعَة رَأْس ٱلْعَيْن Qalʿat Raʾs al-ʿAin ‚Festung Haupt der Quelle‘, hebräisch מִבְצַר אָנְטִיפָּטְרִיס Mivzar Anṭīpaṭrīs, deutsch ‚Festung Antipatris‘) errichten. Sie sollte die dort passierende Handelsroute Via Maris sichern. Als 1915 im Ersten Weltkrieg die osmanische Militärbahn 400 Meter östlich der Festung den Bahnhof Raʾs al-ʿAin eröffnete, wurde die Festung wieder mit osmanischen Soldaten belegt.

## Ruinen und Ausgrabungen im Nationalpark Jarqon-Afeq
Im Teil des Nationalparks Jarqon-Tel Afeq südlich der Jarqonbahn befindet sich der Tel Afeq, ein antiker Siedlungshügel mit der Festung Antipatris (türkisch pınar başı kale) aus osmanischer Zeit, die den Übergang aus der Küstenebene Scharon ins judäische Hügelland Schefela sowie die antike Fernstraße Via Maris von Ägypten nach Norden kontrollierte. Ausgrabungen brachten Siedlungsüberreste ans Tageslicht, die bis in das vierte Jahrtausend v. Chr. zurückreichen. Bereits im dritten Jahrtausend v. Chr. hatte die Siedlung eine städtische Struktur sowie eine Befestigungsmauer. Zur Zeit der Richter war Tel Afeq eine Basis der Philister im Kampf gegen Israel, in deren Verlauf die Philister die Bundeslade eroberten. Tel Afeq ist jedoch nicht identisch mit dem Heerlager der Philister bei der Schlacht, in der König Saul und seine Söhne starben; das Heerlager befand sich bei Ein Afeq an der Bucht von Haifa in Nordisrael.

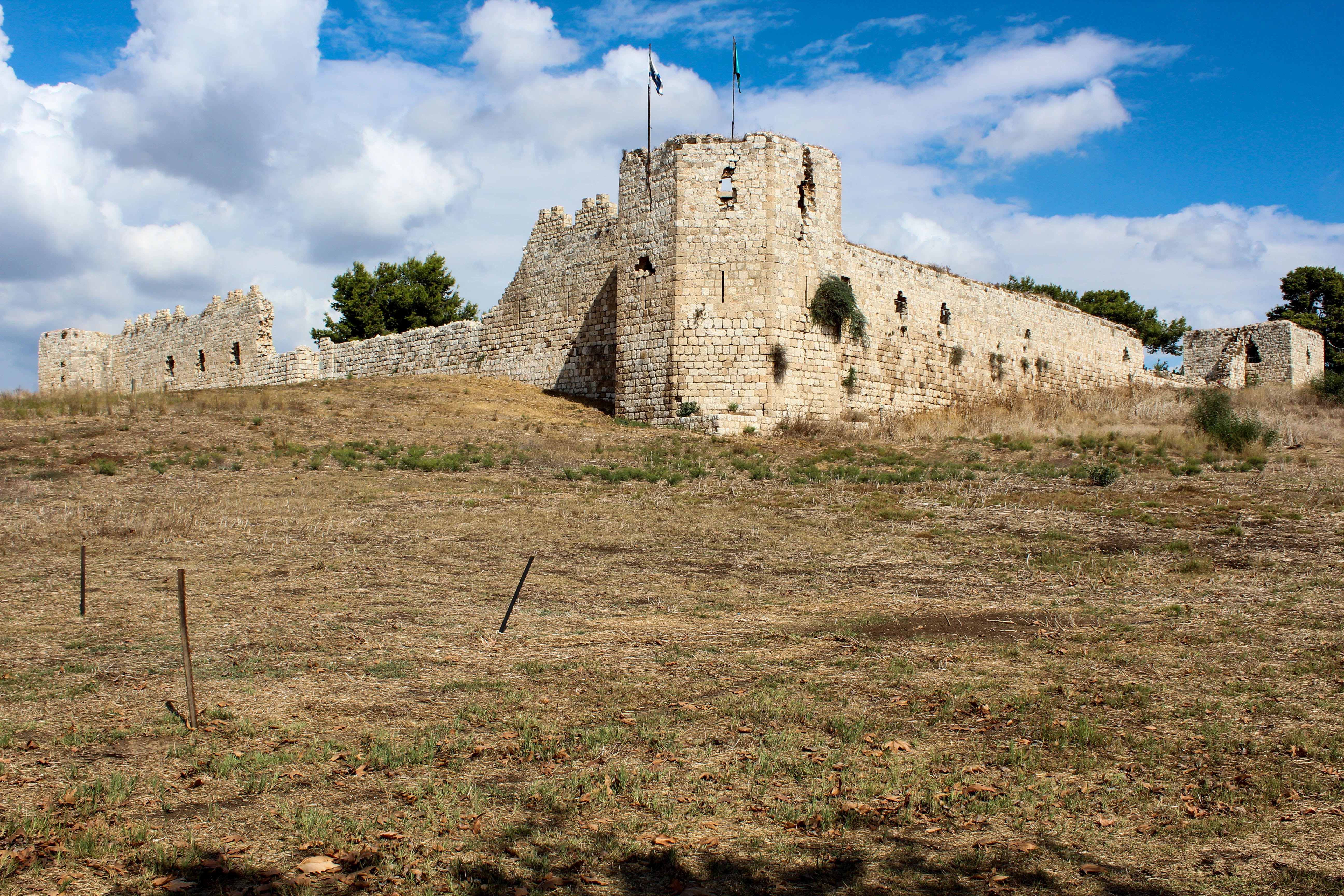
Ruine der osmanischen Festung

Ausgrabungen von Antipatris brachten einen römischen Cardo zum Vorschein, der besichtigt werden kann. Nach der römischen Zeit verlor Tel Afeq nach und nach seine Bedeutung als Wohnort, die militärische und strategische Bedeutung behielt es aber bei. So wurde in der osmanischen Zeit die Festung Pinar Başı (dt. „Haupt der Quelle“) auf den Grundmauern von Antipatris errichtet. Die Ruine dieser Festung dominiert bis heute das Tal.